# Vimarcé
Vimarcé era una comuna francesa que estaba situada en el departamento de Mayenne, de la región de Países del Loira, que el 1 de enero de 2021 pasó a formar parte de la comuna nueva de Vimartin-sur-Orthe como comuna delegada.

## Demografía
| Gráfica de evolución demográfica de Vimarcé entre 1800 y 2022 |
|                                                               |

Los datos demográficos contemplados en este gráfico de la comuna de Vimarcé se han cogido de 1800 a 1999 de la página francesa EHESS/Cassini, y los demás datos de la página del INSEE.